# Stenostomum ophiticolum
Stenostomum ophiticolum är en måreväxtart som först beskrevs av Brother Alain, och fick sitt nu gällande namn av Attila L. Borhidi och M.Fernández Zeq.. Stenostomum ophiticolum ingår i släktet Stenostomum och familjen måreväxter. Inga underarter finns listade i Catalogue of Life.